# Pré-cinema
O termo Pré-cinema designa as técnicas inventadas para animar e/ou projectar as imagens, anteriores à projecção do primeiro filme dos Irmãos Lumière, em 1895.